# Sông Nam Bàn

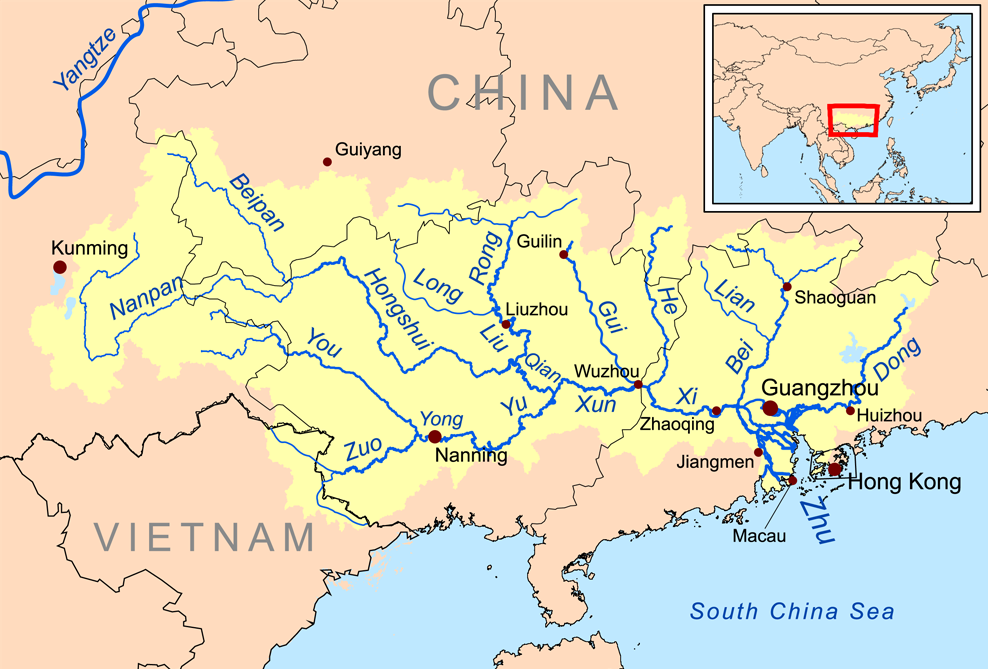
Bản đồ hệ thống sông Châu Giang, Trung Quốc. Sông Nam Bàn trên bản đồ này viết là Nanpan.

Sông Nam Bàn (tiếng Trung: 南盘江, Hán-Việt: Nam Bàn giang) là một con sông tại Trung Quốc. Nó bắt nguồn từ phía đông dãy núi Mã Hùng trong địa phận địa cấp thị Khúc Tĩnh, tỉnh Vân Nam, Trung Quốc. Chảy tới địa phận huyện Vọng Mô thuộc Châu tự trị dân tộc Bố Y và dân tộc Miêu Kiềm Tây Nam (tỉnh Quý Châu) thì hợp lưu với sông Bắc Bàn để tạo thành sông Hồng Thủy, tên gọi của một đoạn trên dòng chảy chính của sông Tây Giang. Sông Nam Bàn dài khoảng 856 km, trong địa phận tỉnh Vân Nam lưu lượng bình quân đạt 521 m³/s.

## Hệ thống sông Tây Giang
| Hệ thống sông Tây Giang | Hệ thống sông Tây Giang | Hệ thống sông Tây Giang | Hệ thống sông Tây Giang | Hệ thống sông Tây Giang |
| ----------------------- | ----------------------- | ----------------------- | ----------------------- | ----------------------- |
|                         |                         |                         | Hạ Giang (贺江)         | Tây Giang (西江)        |
|                         |                         | Li Giang (漓江)         | Quế Giang (桂江)        | Tây Giang (西江)        |
| sông Bắc Bàn (北盘江)   | sông Hồng Thủy (红水河) | Kiềm Giang (黔江)       | Tầm Giang (浔江)        | Tây Giang (西江)        |
| sông Nam Bàn (南盘江)   | sông Hồng Thủy (红水河) | Kiềm Giang (黔江)       | Tầm Giang (浔江)        | Tây Giang (西江)        |
| Dung Giang (融江)       | Liễu Giang (柳江)       | Kiềm Giang (黔江)       | Tầm Giang (浔江)        | Tây Giang (西江)        |
| Long Giang (龙江)       | Liễu Giang (柳江)       | Kiềm Giang (黔江)       | Tầm Giang (浔江)        | Tây Giang (西江)        |
| Hữu Giang (右江)        | Ung Giang (邕江)        | Úc Giang (郁江)         | Tầm Giang (浔江)        | Tây Giang (西江)        |
| Tả Giang (左江)         | Ung Giang (邕江)        | Úc Giang (郁江)         | Tầm Giang (浔江)        | Tây Giang (西江)        |